# Longepi canungra
Longepi canungra là một loài nhện trong họ Lamponidae. Loài này được phát hiện ở Queensland.